# Weltklasse Zürich 2011
Weltklasse Zürich 2011 byl lehkoatletický mítink, který se konal 8. září 2011 ve švýcarském Curychu. Byl součástí série mítinků Diamantové ligy 2011.

## Výsledky
- Archiv výsledků zde [1]

### Muži
| Disciplína      | 1. místo                       | 2. místo                    | 3. místo                  |
| 100 m           | Yohan Blake 9,82               | Asafa Powell 9,95           | Walter Dix 10,04          |
| 400 m           | Kirani James 44,36             | LaShawn Merritt 44,67       | Jermaine Gonzales 45,39   |
| 1500 m          | Nixon Kiplimo Chepseba 3:32,74 | Silas Kiplagat 3:33,56      | Haron Keitany 3:34,37     |
| 110 m překážek  | Dayron Robles 13,01            | Jason Richardson 13,10      | David Oliver 13,26        |
| 3000 m překážek | Ezekiel Kemboi 8:07,72         | Paul Kipsiele Koech 8:07,89 | Benjamin Kiplagat 8:12,08 |
| Skok do výšky   | Dimítrios Chondrokoúkis 232 cm | Trevor Barry 230 cm         | Ivan Uchov 228 cm         |
| Skok daleký     | Ngonidzashe Makusha 800 cm     | Alexandr Meňkov 794 cm      | Marcos Chuva 788 cm       |
| Vrh koulí       | Dylan Armstrong 21,63 m        | Ryan Whiting 21,52 m        | Reese Hoffa 21,39 m       |
| Hod diskem      | Robert Harting 67,02 m         | Virgilijus Alekna 66,69 m   | Gerd Kanter 65,52 m       |

### Ženy
| Disciplína     | 1. místo                                 | 2. místo                               | 3. místo                                    |
| 200 m          | Carmelita Jeterová 22,27                 | Allyson Felixová 22,40                 | Shelly-Ann Fraserová-Pryceová 22,59         |
| 800 m          | Marija Savinovová 1:58,27                | Alysia Johnson Montano 1:58,41         | Jennifer Meadowsová 1:58,92                 |
| 5000 m         | Vivian Cheruiyotová 14:30,10             | Sally Kipyegová 14:30,42               | Linet Masaiová 14:35,11                     |
| 400 m překážek | Kaliese Spencerová 53,36                 | Melaine Walkerová 53,43                | Lashinda Demusová 54,04                     |
| Skok o tyči    | Jennifer Suhrová 472 cm                  | Silke Spiegelburgová 472 cm            | Jelena Isinbajevová Fabiana Murerová 462 cm |
| Skok daleký    | Brittney Reeseová 672 cm                 | Nastassia Mirončyková–Ivanovová 667 cm | Ineta Radevičová 661 cm                     |
| Vrh koulí      | Valerie Viliová 20,51 m                  | Nadzeja Astapčuková 20,48 m            | Jillian Camarena-Williams 19,64 m           |
| Hod oštěpem    | Christina Obergföllová 69,57 m Rekord DL | Sunette Viljoenová 67,46 m             | Marija Abakumovová 64,48 m                  |